# 对叶杓兰
对叶杓兰（学名：Cypripedium debile），又名小喜普鞋兰，为兰科杓兰属下的一个种，高度在10—30（3.9—11.8英寸）之間，五月至七月閒開花，八月至九月閒結果，其蒴果呈椭圆形。

## 扩展阅读
- 维基共享资源上的相關多媒體資源：对叶杓兰
- 維基物種上的相關：对叶杓兰